# William Vane (1. książę Cleveland)
William Henry Vane (ur. 27 lipca 1766, zm. 29 stycznia 1842 w Westminsterze) – brytyjski arystokrata i polityk, syn Henry’ego Vane'a, 2. hrabiego Darlington i Margaret Lowther, córki Roberta Lowthera. Ochrzczony 18 sierpnia 1766 r. w Westminsterze. Wykształcenie odebrał w Oksfordzie.
W latach 1788–1790 zasiadał w Parlamencie z okręgu Totnes, zaś w latach 1790–1792 z okręgu Winchilsea, z ramienia partii wigów. W 1792 r. odziedziczył ojcowski tytuł 3. hrabiego Darlington i zasiadł w Izbie Lordów. Utrzymywał bliskie stosunki z księciem Walii i księciem Clarence. To zaowocowało nowymi godnościami. 5 października 1827 r. został 1. markizem Cleveland, zaś 29 stycznia 1833 r. 1. księciem Cleveland. Podczas koronacji Wilhelma IV (8 września 1831 r.) pełnił funkcję miecznika (Bearer of the Sword). Dodatkowo, 17 kwietnia 1839 r. został kawalerem Orderu Podwiązki. Był również Lordem Namiestnikiem Durham w latach 1792–1842.
Książę prowadził bardzo wesoły tryb życia i nie stronił od alkoholu. Lord Belhaven zapisał, że w swojej rezydencji książę posiadał kieliszki bez nóżki, co powodowało, że należało wypić od razu całą zawartość naczynia.
17 września 1787 r. w Hackwood, poślubił swoją siostrę cioteczną, lady Catherine Margaret Powlett (1766 - 17 czerwca 1807), córkę Harry’ego Powletta, 6. księcia Bolton i Katherine Lowther, córkę Roberta Lowthera (Katherine była ciotką Clevelanda). William i Catherine mieli razem trzech synów i pięć córek:
- Henry Vane (16 sierpnia 1788 - 18 stycznia 1864), 2. książę Cleveland
- Louisa Catherine Vane (4 stycznia 1791 - 8 stycznia 1821), żona majora Francisa Forestera, nie miała dzieci
- William John Frederick Vane (3 kwietnia 1792 - 6 września 1864), 3. książę Cleveland
- Caroline Mary Vane (8 lutego - 11 maja 1795)
- Augusta Henrietta Vane (26 grudnia 1796 - 13 września 1874), żona Marka Milbanka, miała dzieci
- Arabella Vane (2 czerwca 1801 - 26 listopada 1864), żona Richarda Peppera Ardena, 3. barona Alvanley, nie miała dzieci
- Harry George Powlett (19 kwietnia 1803 - 21 sierpnia 1891), 4. książę Cleveland
- Laura Vane (1808 - ?), żona podpułkownika Williama Meyricka, miała dzieci

Cathrine była osobą ogólnie miłą i skłonną do porozumień, ale bardzo sarkastyczną i nietolerancyjną, skrupulatnie przestrzegającą dworskich reguł i nieuznającą żadnych odstępstw od reguł, rzadko wyrażającą swoją opinię i nietowarzyską.
Po jej śmierci Cleveland ożenił się ponownie, 27 lipca 1813 r. w Westminsterze, z Elisabeth Russell (ok. 1777 - 31 stycznia 1861), córkę Roberta Russella. Małżeństwo to nie doczekało się potomstwa.
Cleveland zmarł w wieku 75. lat i został pochowany w Staindrop w hrabstwie Durham. Pozostawił po sobie majątek w wysokości 1 000 000 funtów w gotówce, 1 250 000 funtów z akcjach i kolejnego 1 000 000 w biżuterii.